# Die Verkündigung (Leonardo da Vinci)
Die Verkündigung ist ein Gemälde von Leonardo da Vinci und Andrea del Verrocchio, das mit Ölfarben und Tempera auf Holz gemalt wurde. Die Maße sind 98 cm Höhe × 217 cm Breite.
Das Marienbildnis ist seit 1867 in der Galleria degli Uffizi, Florenz (Italien), ausgestellt. Es befand sich ursprünglich in der Kirche San Bartolomeo in der Abtei von Monte Oliveto Maggiore.

## Zuschreibungen
Das Gemälde wurde bis in das 19. Jahrhundert Domenico Ghirlandaio zugeschrieben. Tatsächlich haben andere Künstler daran gearbeitet: Leonardo da Vinci, Andrea del Verrocchio und mindestens ein weiterer, aber unbekannter Künstler, der nachträglich eine Verlängerung der Engelsflügel vornahm.

## Beschreibung
Das Bild zeigt eine Begebenheit des Neuen Testaments: Der Erzengel Gabriel verkündet der Jungfrau Maria, dass sie den Sohn Gottes vom Heiligen Geist empfangen werde und zur Welt bringen wird. Die Szene spielt in einem Garten ab, der mit einer flachen Mauer eingefriedet ist, und die sich in der Mitte auf einen mit exotischen Bäumen bepflanzten Park öffnet. Im Hintergrund erstreckt sich eine weite Küstenlandschaft mit einer Hafenstadt, hinter der sich ein steiler Felshang erhebt. Der Engel kniet auf der linken Seite auf einer mit Blumen übersäten Wiese und hält eine Madonnen-Lilie in seiner Linken. Maria sitzt vor ihrem Haus an einem Lesepult und hält mit ihrer rechten Hand die Stelle fest, an der sie beim Lesen unterbrochen wurde. Ihr Lesepult besteht aus einem antiken, aufwendig skulptierten Sarkophag, auf den ein Baluster und ein schräges Holzbrett, als Träger für das schwere Buch, montiert sind. 

Details
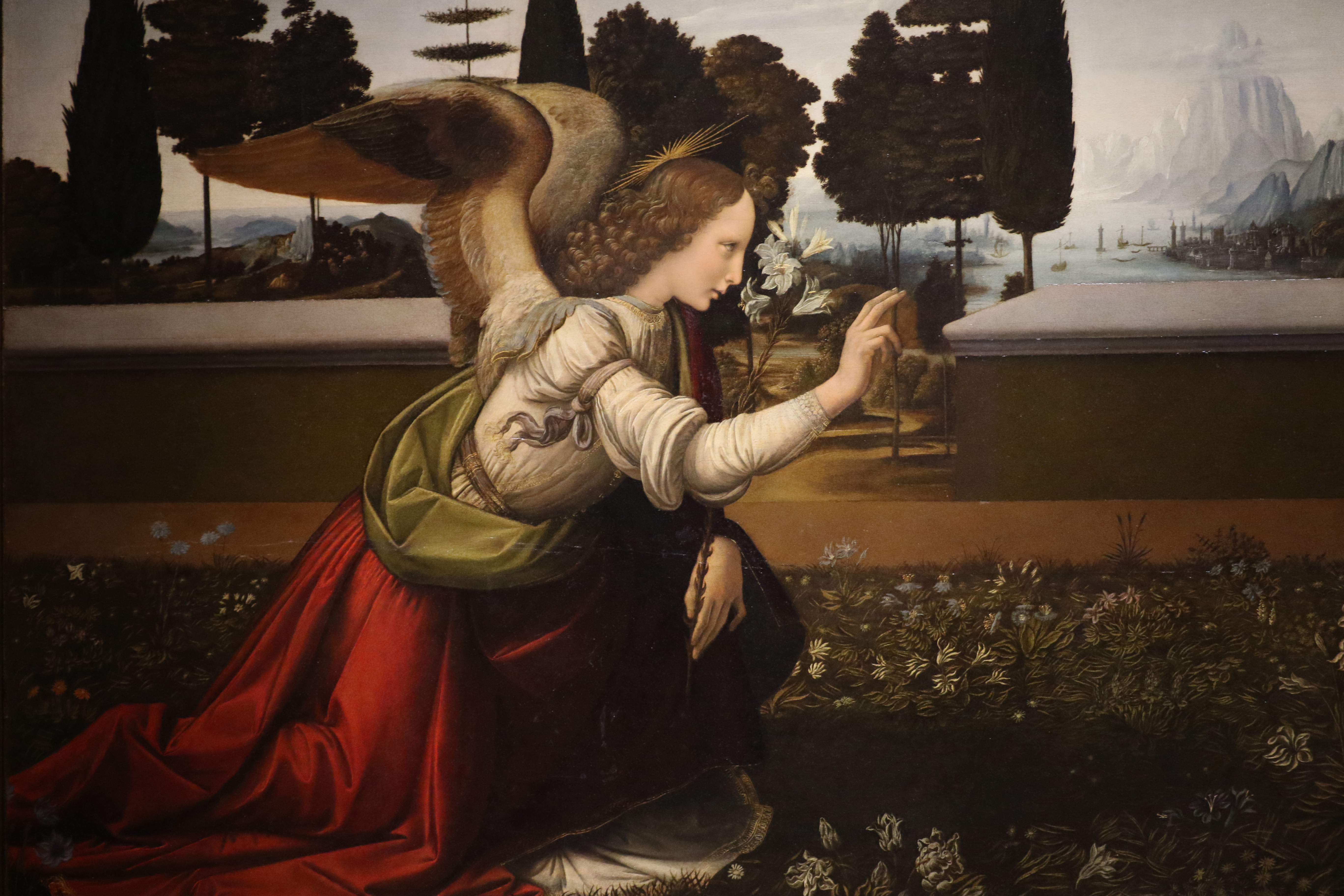
Erzengel Gabriel
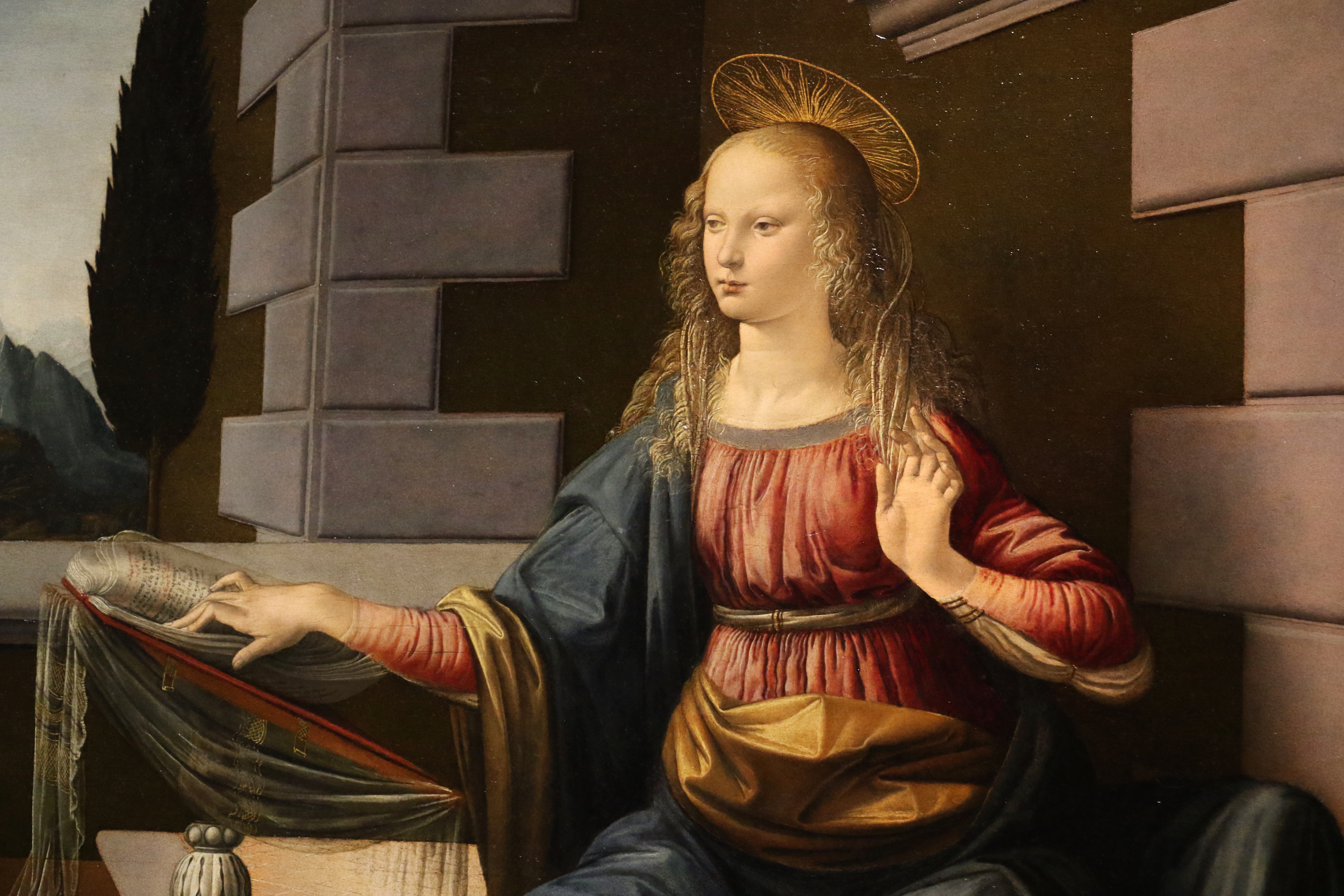
Maria
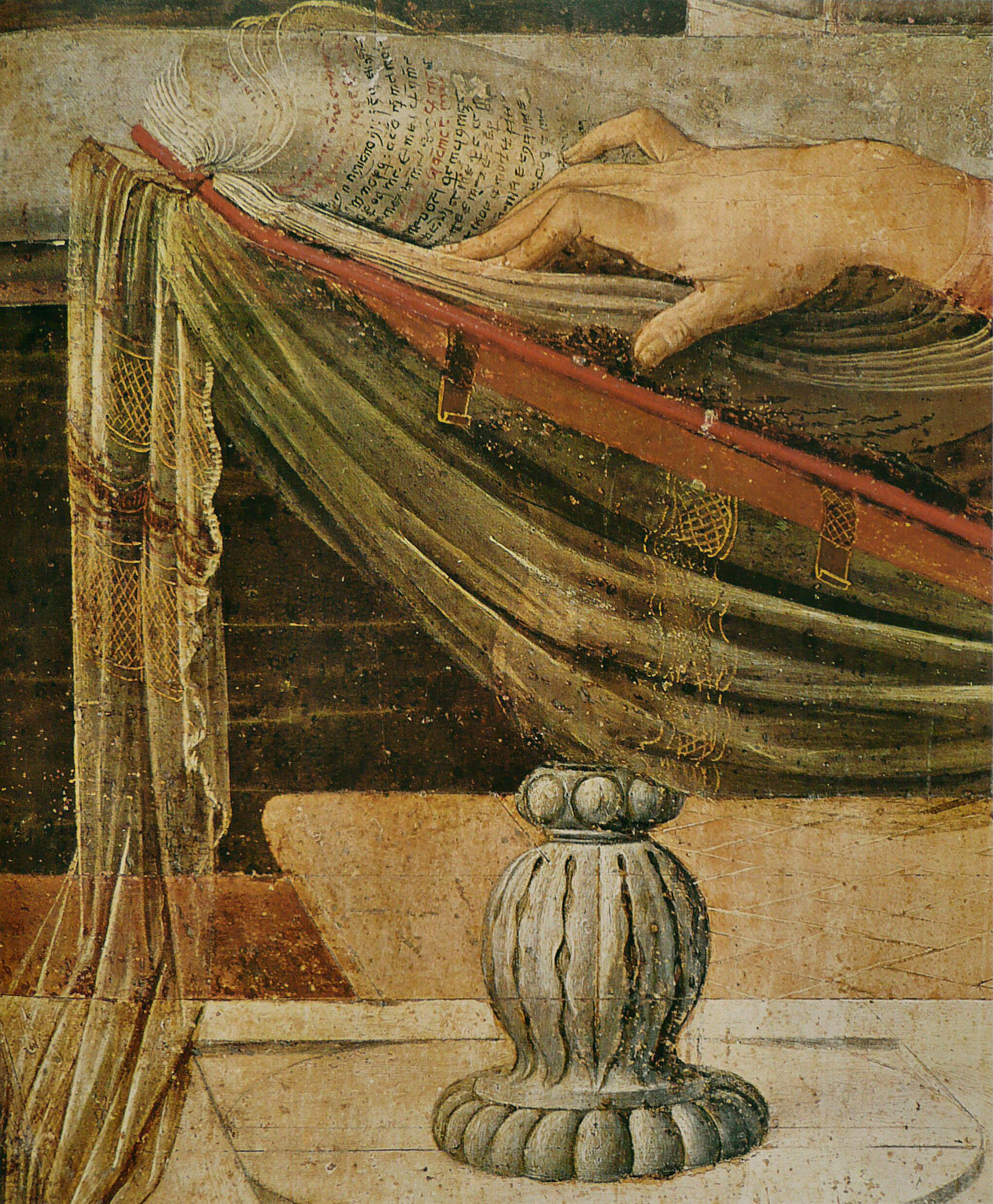
Bibel und Hand von Maria
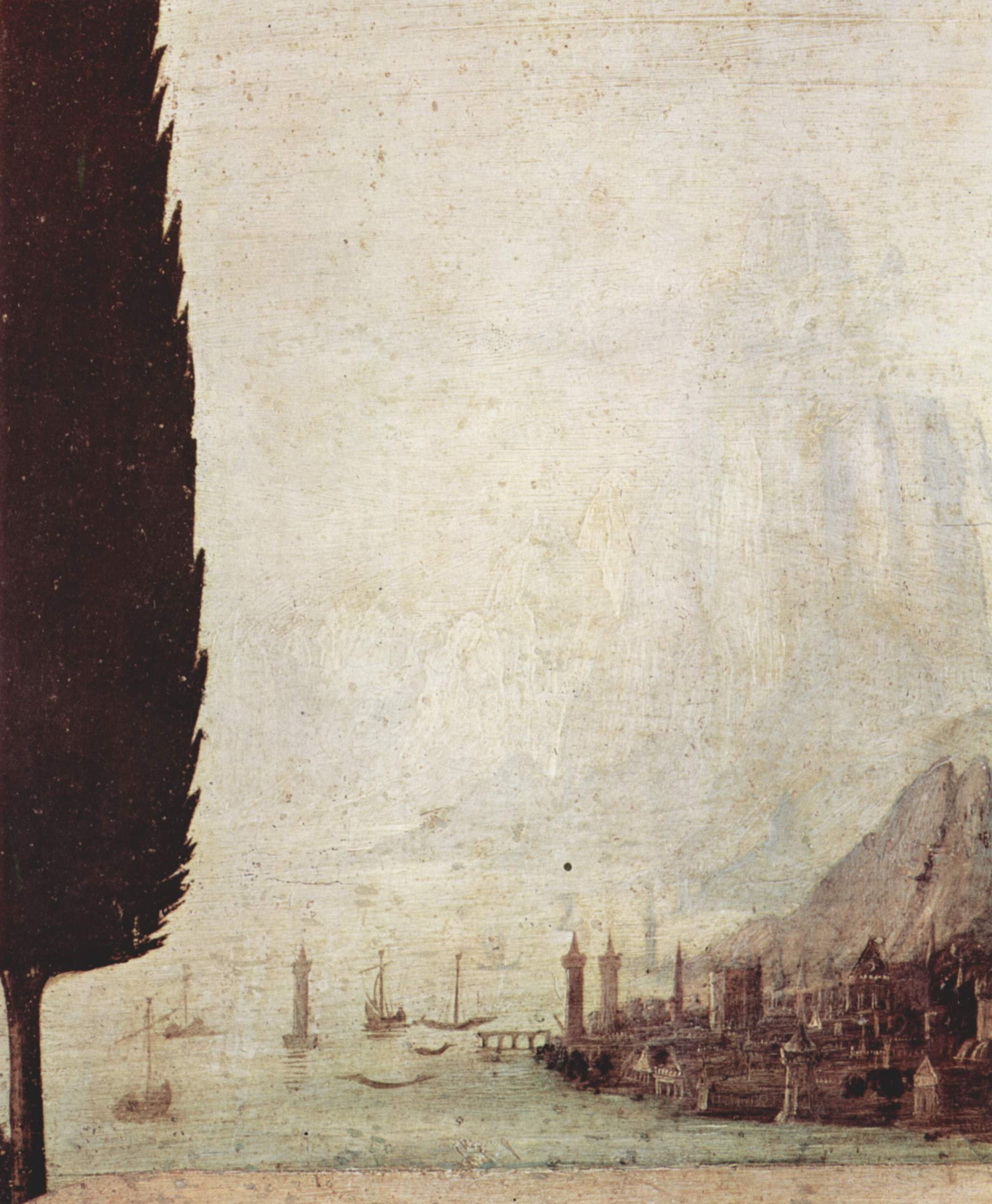
Hintergrund (Hafen)

## Ausstellungen
Im März 2007 kam es zu heftigen Auseinandersetzungen zwischen italienischen Bürgern, Fachleuten und dem italienischen Kulturminister Rutelli, der das Bild für eine Ausstellung nach Japan verleihen wollte. Trotz des Protests des Leiters der Uffizien, dem sich zahlreiche italienische Intellektuelle anschlossen, wurde das Bild unter verstärkten Sicherheitsvorkehrungen in Japan ausgestellt.
Seit 2009 steht „Die Verkündigung“ aus konservatorischen Gründen auf einer Liste mit Kunstwerken, die weder Italien noch das betreffende Museum verlassen dürfen. Daher konnte es nicht in der Leonardo da Vinci-Retrospektive (2019/2020) in Paris gezeigt werden.